# Franco de Berna

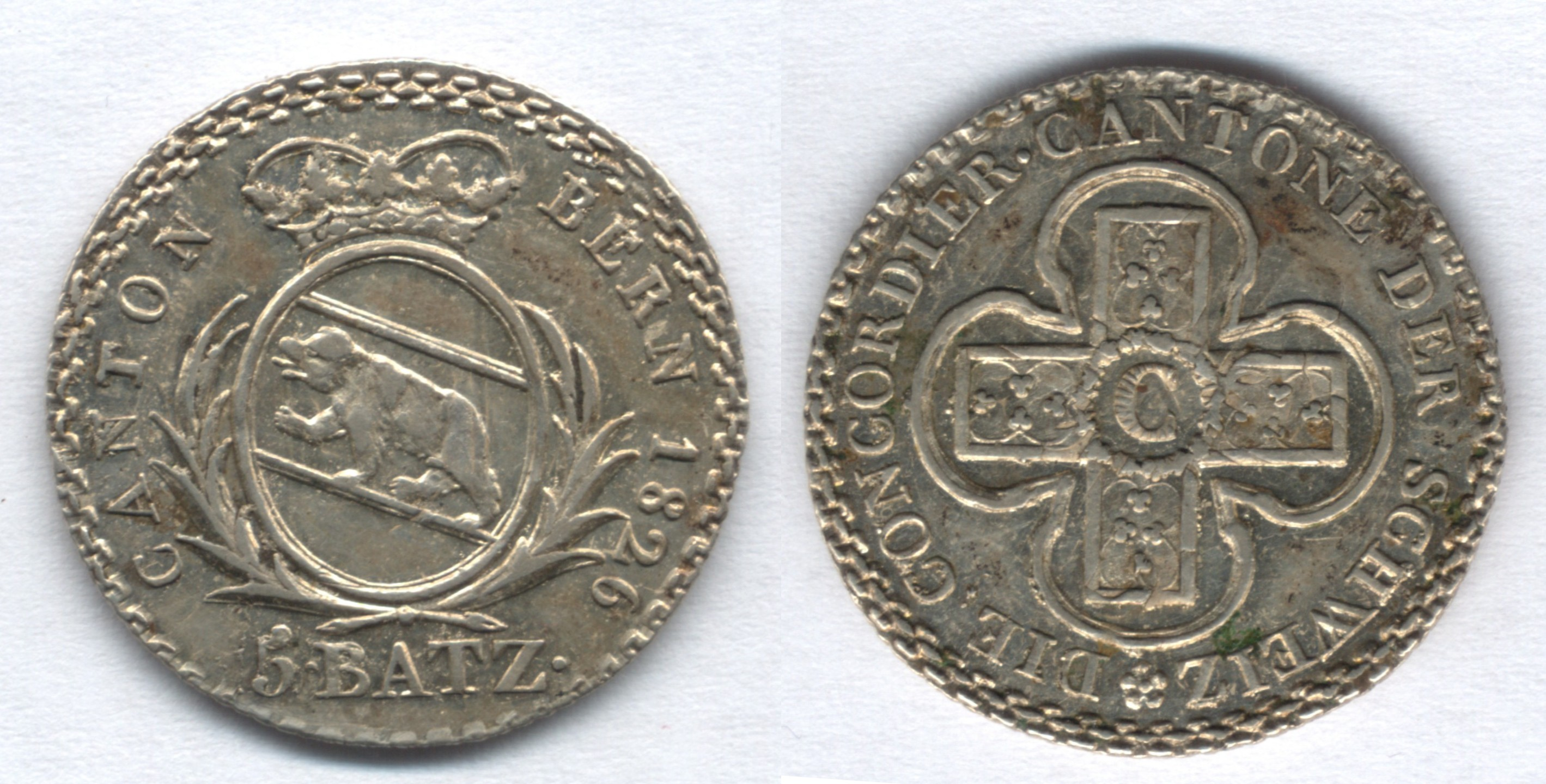
Moneda de cinco batzen.

El franco fue la moneda del cantón suizo de Berna entre 1798 y 1850. Se subdividía en 10 batzen o 100 rappen.

## Historia
El franco suizo era la moneda de la República Helvética desde 1798. Pero este país paralizó la acuñación de su moneda en 1803. En esa situación, este cantón comenzó a acuñar sus propias monedas entre 1808 y 1836. En 1850, el franco suizo fue reintroducido, a una tasa de cambio de 1 ½ de francos suizos = 1 Franco de Berna.

## Monedas
Se acuñaron monedas de vellón valuadas en 1, 2, 2½ y 5 Rappen, ½ y 1 Batzen, junto a monedas de plata con valores de 2½ y 5 Batzen, 1, 2 y 4 Francos. El cantón de Berna también marcó un distintivo en monedas francesas de 1 Écu y en monedas de 6 libras, que fueron usadas como monedas de 40 batzen.